# Marienkirchstraße 39 (Mönchengladbach)

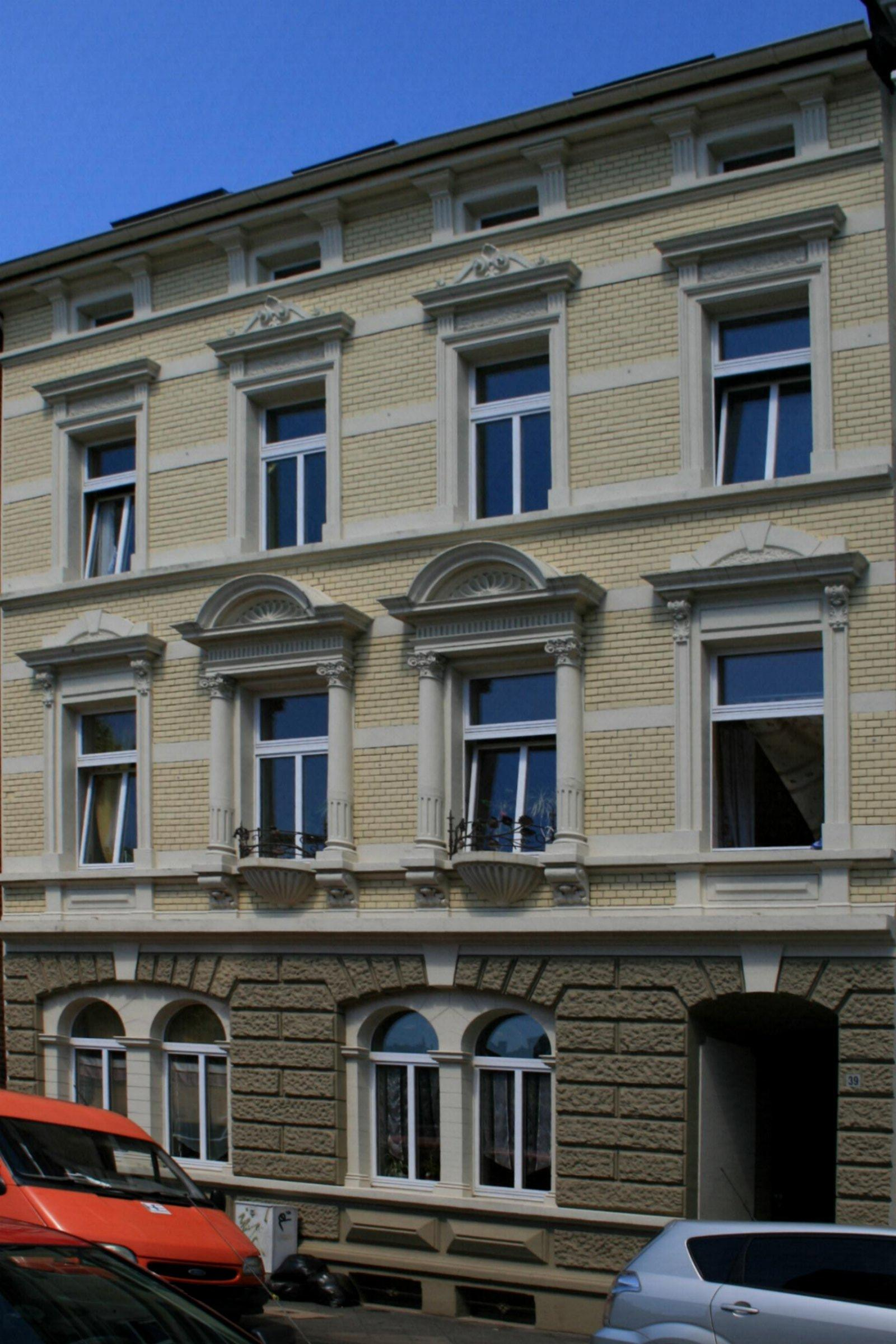
Wohnhaus (2010)

Das Wohnhaus Marienkirchstraße 39 befindet sich  im Stadtteil Eicken in Mönchengladbach (Nordrhein-Westfalen).
Das Gebäude wurde um die Jahrhundertwende erbaut. Es wurde unter Nr. M 005 am 4. Dezember 1984 in die Denkmalliste der Stadt Mönchengladbach eingetragen.

## Architektur
Die Wohnhaus Marienkirchstraße 39 liegt im Stadtteil Eicken innerhalb einer Baugruppe zusammen mit Häusern 41, 45, 47. Bei dem Objekt handelt es sich um ein viergeschossiges Vier-Fenster-Haus mit Satteldachausbildung. Baujahr Anfang des 20. Jahrhunderts. Die Fassade ist horizontal gegliedert durch Gesimse. Das Dachgeschoss wurde als Mezzaningeschoss gestaltet.